# Черниговская (станция метро)
«Черни́говская» (укр. «Черні́гівська»,  (слушать)о файле) — 11-я станция Киевского метрополитена. Находится в Днепровском и частично в Деснянском районах. Расположена на Святошинско-Броварской линии, между станциями «Дарница» и «Лесная». Открыта 4 октября 1968 года под названием «Комсомольская» (в честь 50-летия ВЛКСМ). Нынешнее название — со 2 февраля 1993 года. Пассажиропоток — 43,6 тыс. чел./сутки.
Станция наземная. Имеет два выхода к пересечению улицы Гната Хоткевича и Броварского проспекта, который продолжается автомагистралью E 95 (М-01) и ведёт на Чернигов (отсюда название).

## Конструкция
Посадочная платформа расположена под путепроводом. Имеет два вестибюля, функционально построены в виде стеклянных объёмов; платформа сравнительно узкая и не рассчитана на нынешние пассажиропотоки. К двум наземным вестибюлям с путепровода ведут мостики, одновременно служащие крышей платформенного участка. Станция построена по типовому проекту, аналогична станциям метро «Багратионовская», «Филёвский парк», «Пионерская» и «Кунцевская» Филёвской линии в Москве.
21 ноября 1974 года из-за высокого пассажиропотока на станции для высадки пассажиров была открыта дополнительная боковая платформа (ныне не эксплуатируется, работала до момента открытия участка до станции «Лесная»).

## Изображения

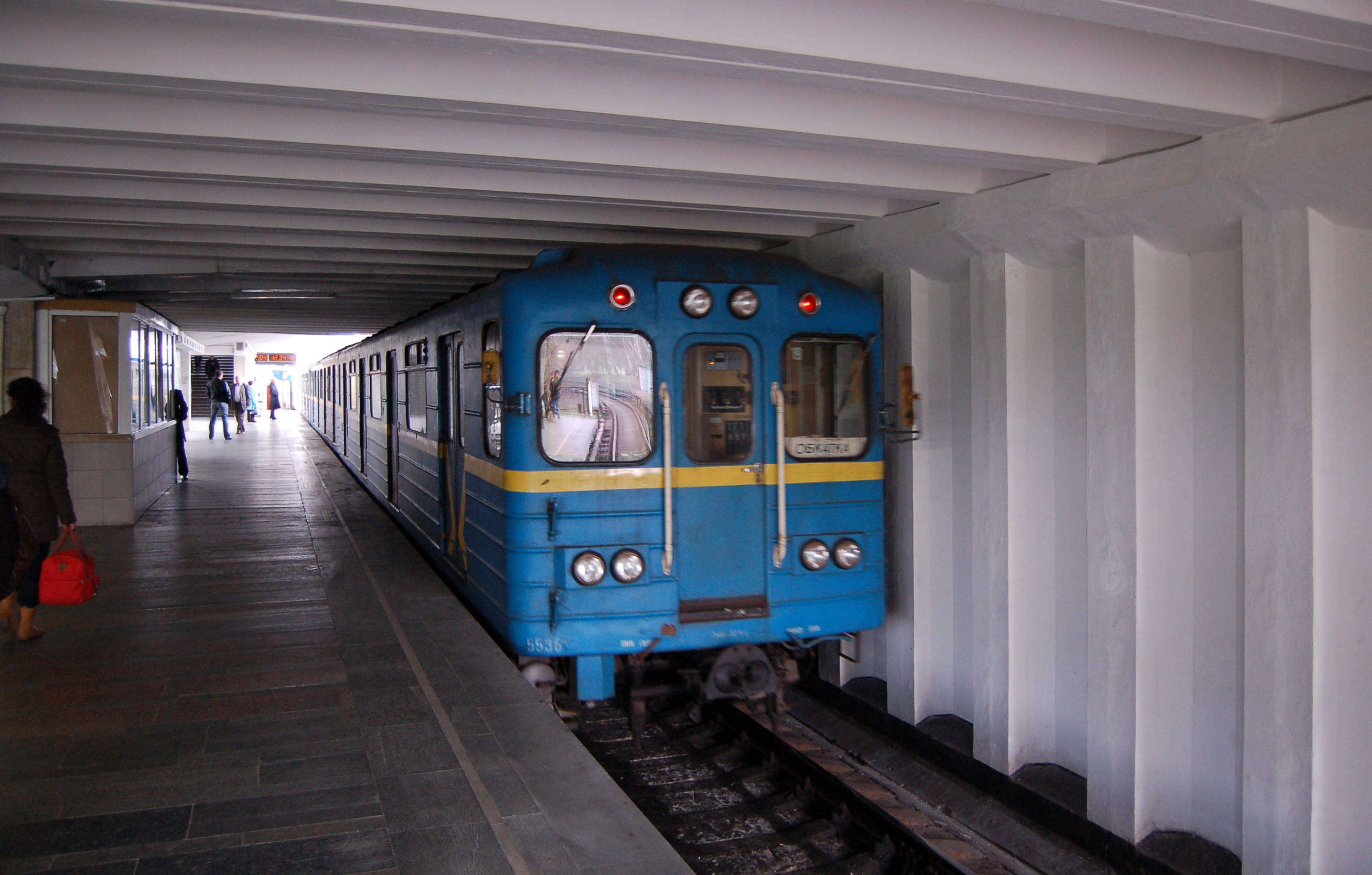
Платформа станции
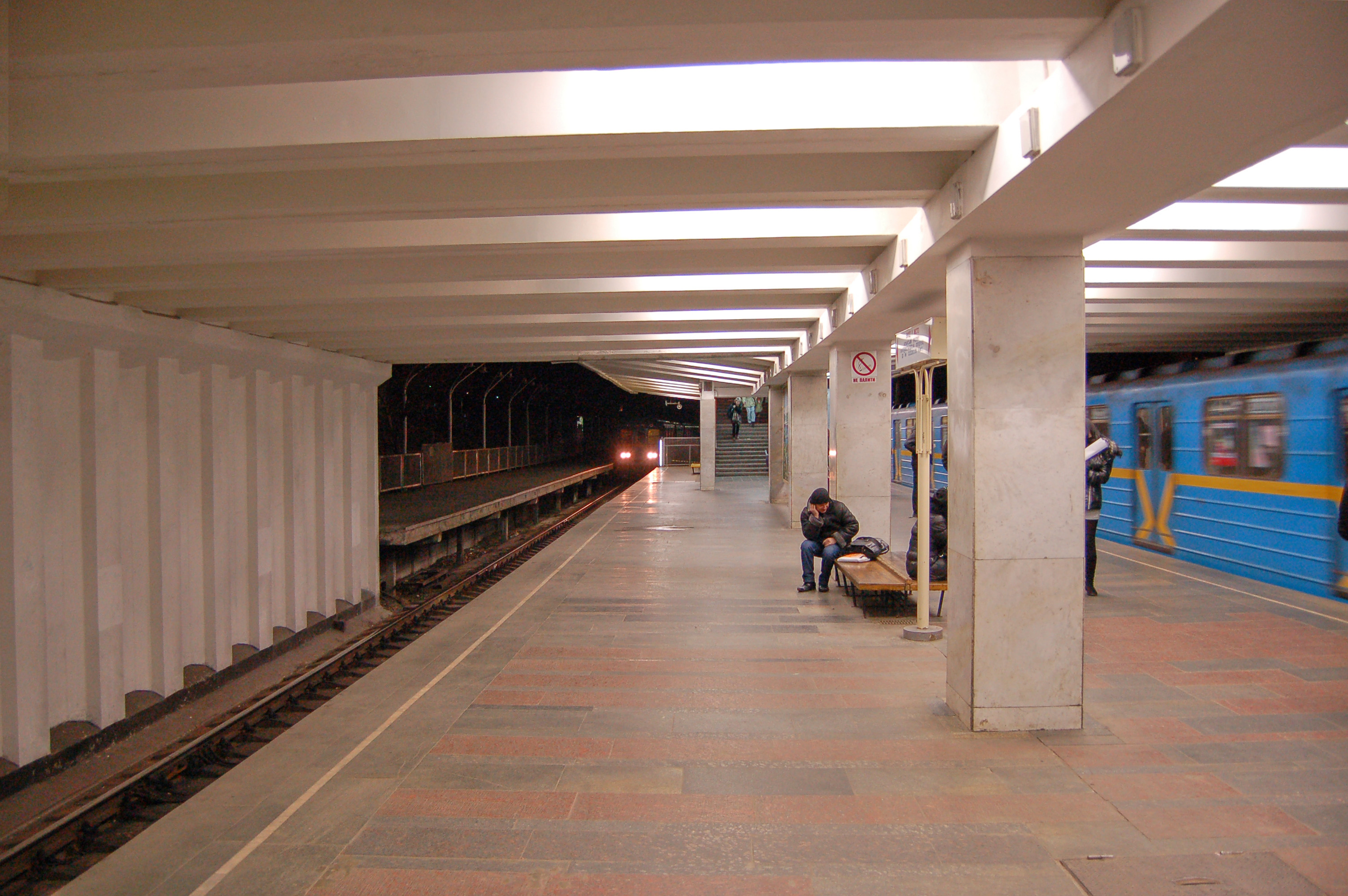
Платформа станции вечером
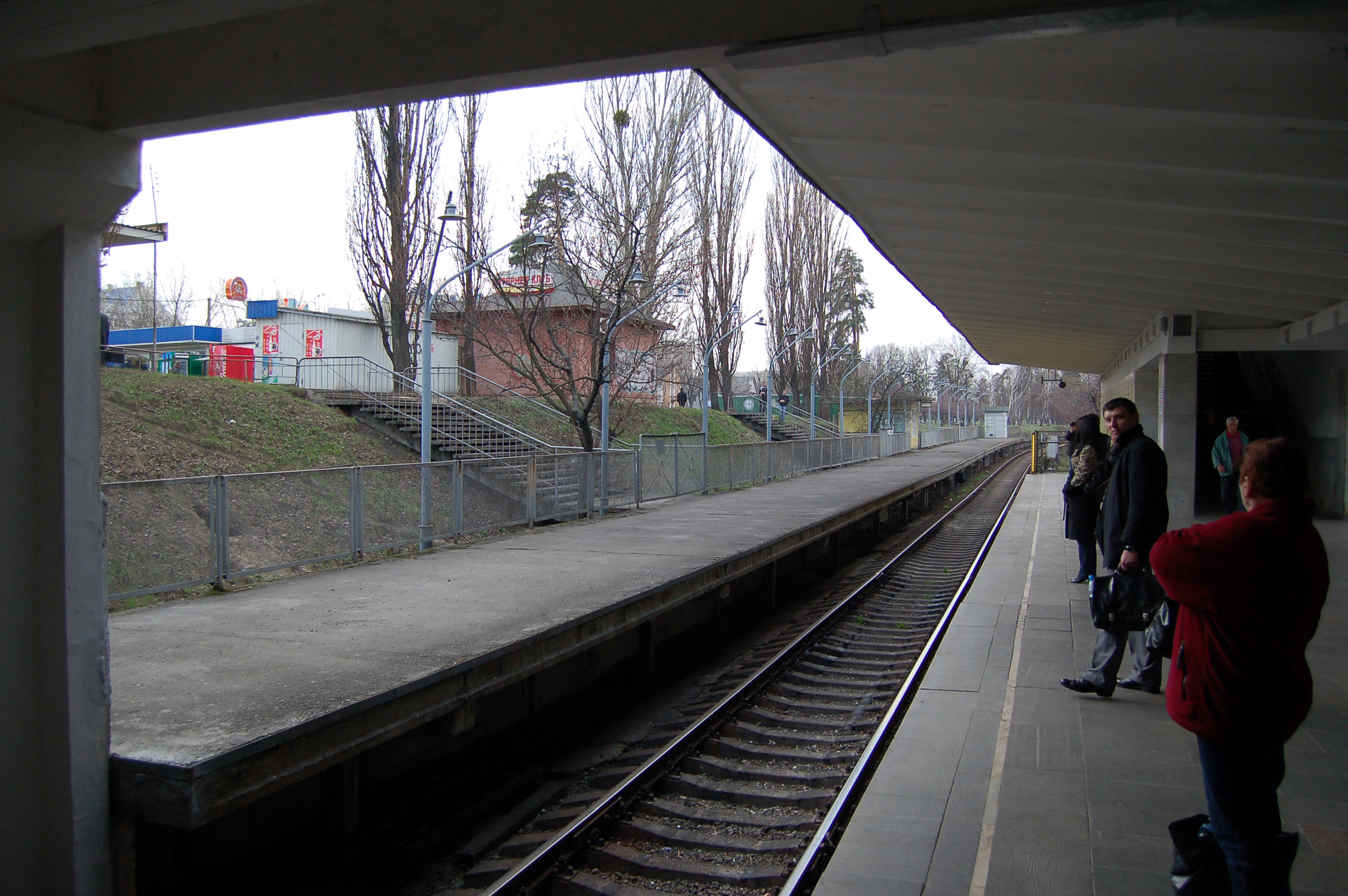
Неработающая боковая платформа
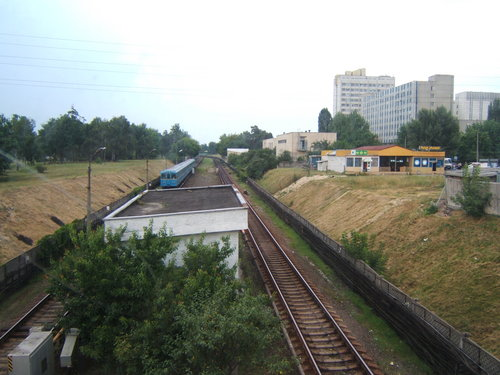
Вид из наземного вестибюля в направлении станции «Лесная»
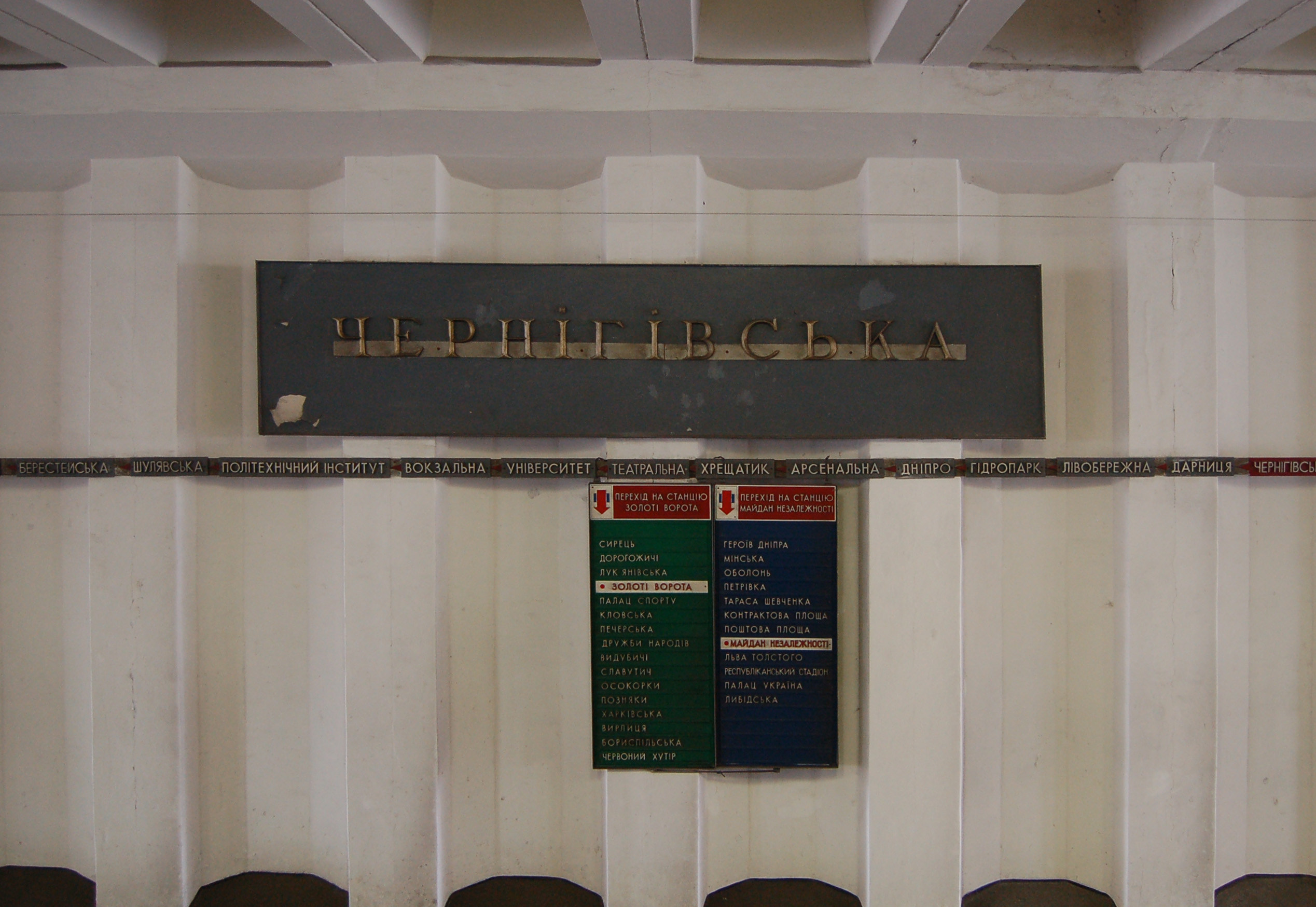
Название станции на путевой стене
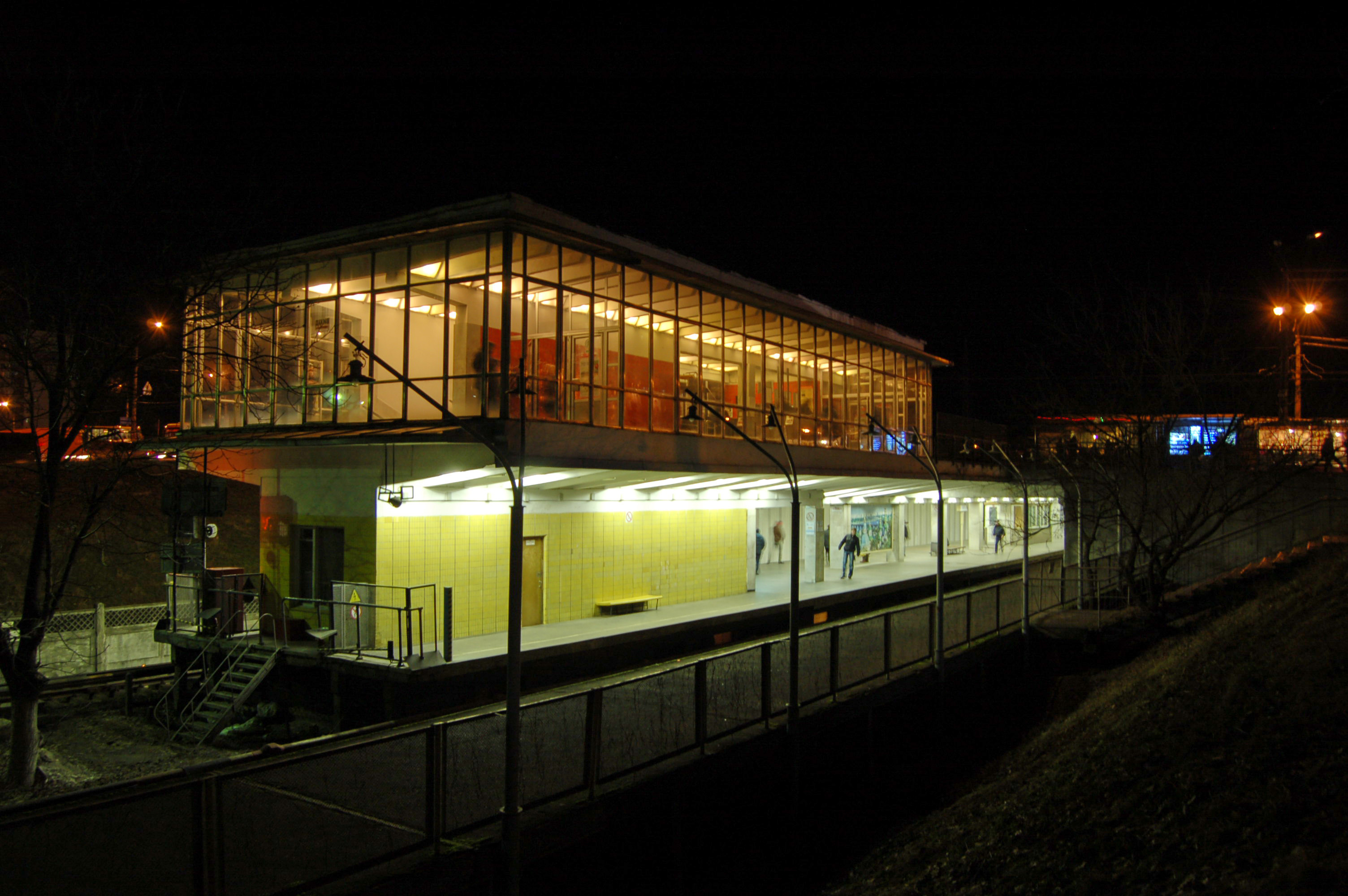
Вестибюль станции вечером
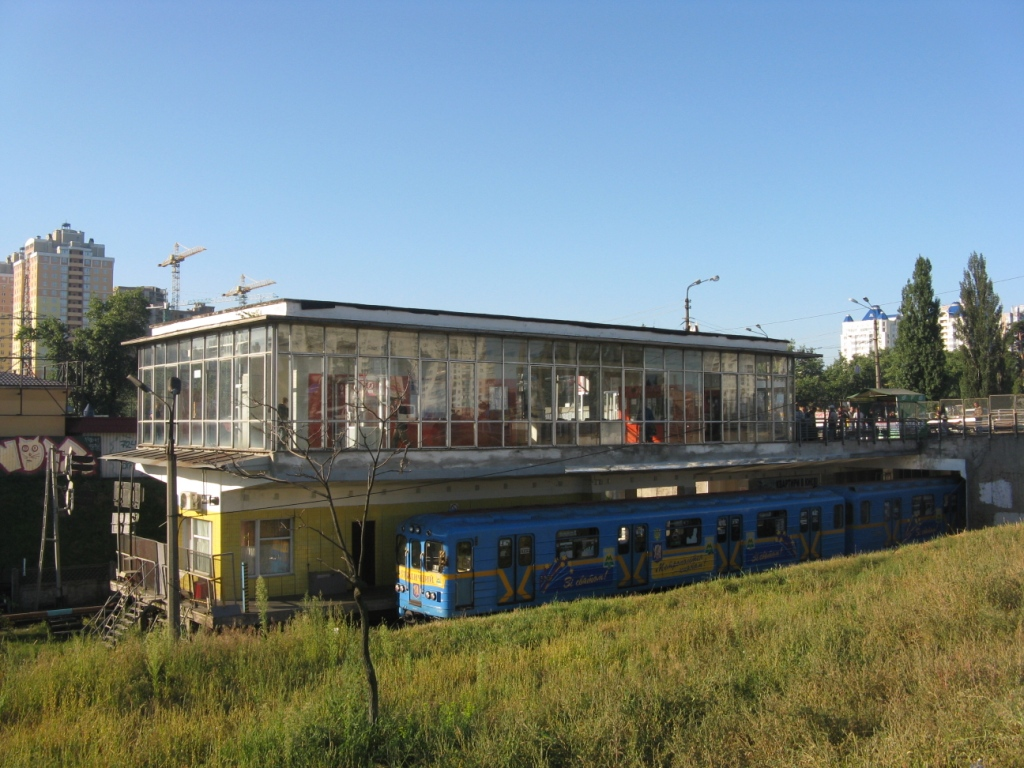
Вестибюль станции утром
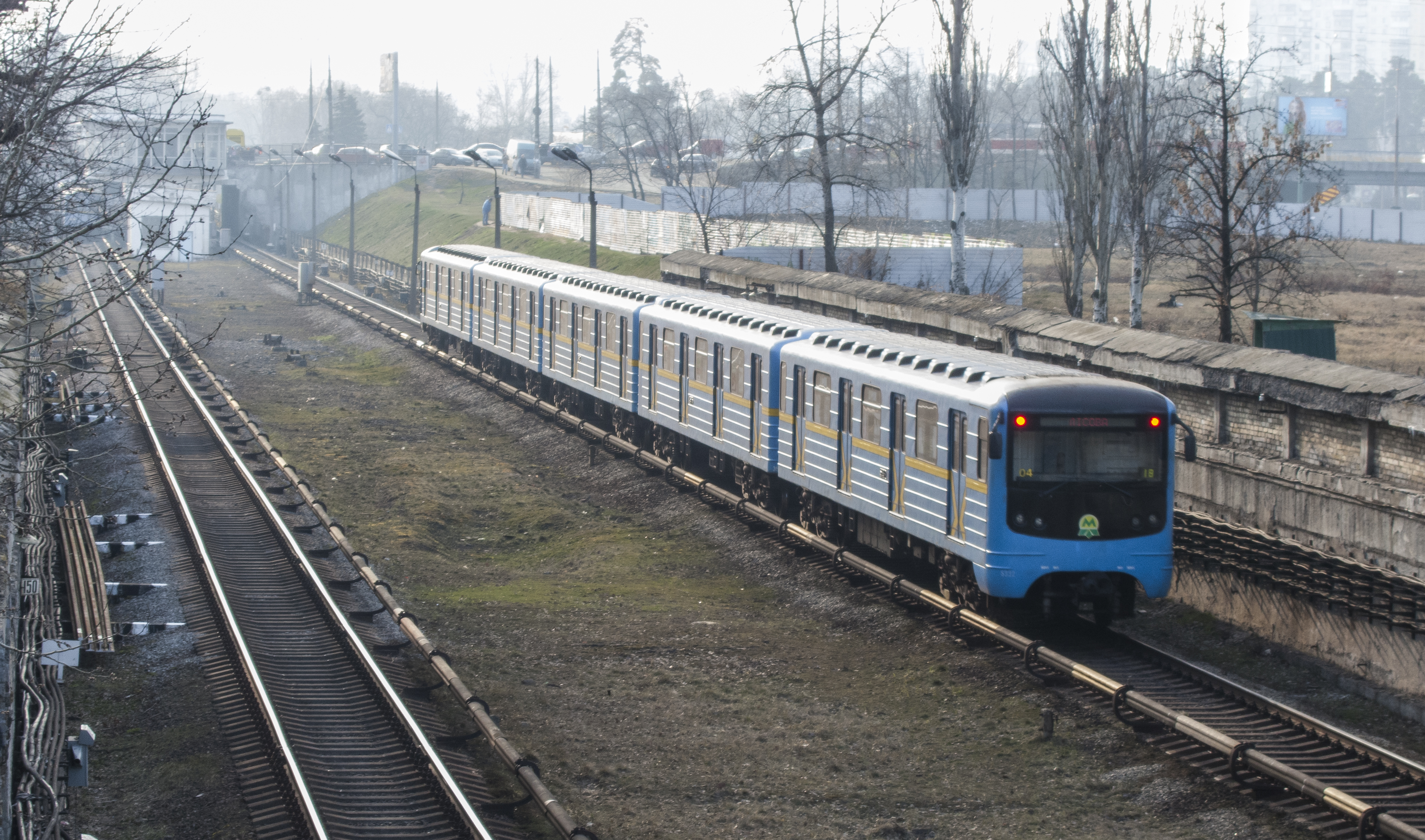
Прибытие поезда метро на станцию «Черниговская», со стороны станции «Лесная».

## Режим работы
Открытие — 5:45, закрытие — 00:03
Отправление первого поезда в направлении:

ст. «Лесная» — 5:53

ст. «Академгородок» — 5:51
Отправление последнего поезда в направлении:

ст. «Лесная» — 0:41

ст. «Академгородок» — 0:07